# Rho Piscium
Rho Piscium (ρ Piscium, förkortat Rho Psc, ρ Psc), som är stjärnans Bayerbeteckning, är en dvärgstjärna belägen i östra delen av stjärnbilden Fiskarna. Den har en skenbar magnitud på 5,35 och är svagt synlig för blotta ögat där ljusföroreningar inte förekommer. Den befinner sig på ett avstånd av ca 85 ljusår (ca 26 parsek) från solen. Den kommer närmast solen om ca 2,7 miljoner år och får då en skenbar magnitud på 3,41 vid ett avstånd av 34 ljusår.

## Egenskaper
Rho Piscium är en vit stjärna i huvudserien av spektralklass F2V och har en beräknad yttemperatur på 6 775 K. Den är en misstänkt variabel med variationer på ungefär 0,1 magnituder. Den har en något högre yttemperatur än solen och har en 1,5 gånger större radie och 4 gånger större utstrålning av energi. Dess ålder har uppskattats till 1,4 miljarder år men ligger med säkerhet mellan 0,6 och 1,9 miljarder år.
Rho Piscium rör sig genom Vintergatan med en hastighet av 8,4 km/s i förhållande till solen. Den projicerade galaktiska banan placerar den mellan 23 500 och 32 900 ljusår från galaxens centrum.